# Малиновка (Плесецкий район)
Малиновка — посёлок в Плесецком районе Архангельской области России. Входит в состав Обозерского городского поселения.

## География
Посёлок Малиновка расположен в центре
Плесецкого муниципального района, к юго-востоку от посёлков
Обозерский и Сосновка и к северо-востоку от посёлка Емца. Через посёлок проходит автотрасса Р1 (Брин-Наволок — Малиновка — Каргополь — Прокшино).

## Население
| 2002 | 2009 | 2010 | 2012 |
| ---- | ---- | ---- | ---- |
| 158  | ↘120 | ↗122 | ↗130 |

### Карты
- Малиновка на карте Wikimapia
- Малиновка. Публичная кадастровая карта